# 西穂山荘
西穂山荘（にしほさんそう）は、岐阜県高山市の北アルプス主稜線上、西穂高岳の南にある山小屋。北アルプス南部では、唯一の通年営業の山小屋。

## 概要
2010年（平成22年）7月現在、村上文俊が経営。中部山岳国立公園内にあり、小屋の脇にはキャンプ指定地がある、周辺の登山道では、高山植物が見られる。
西穂山荘へは、上高地からのルートと、新穂高温泉から新穂高ロープウェイを利用したルートの2登山道がある。
山小屋からは、西穂独標までの登山や、焼岳小屋を経由して焼岳への縦走などが可能。西穂独標から先、西穂高岳へは上級者コースとなる。また、西穂高岳から奥穂高岳への縦走は、超熟練者のみが許される難コースである。安易な覚悟と経験で立ち入ることは厳禁である。
- 定員：300名
- 営業期間：通年
- 宿泊料金：1泊2食つき 9,000円、素泊まり 6,500円
  - （なお、冬季は300円アップ）
- 水場：なし（沢からのポンプ汲み上げ）
- テント場：25張り
- 入浴施設：なし
- レストハウス（売店）の別館がある。
- 小屋内で、西穂写真展が開催されている。
- 西穂高診療所が併設されている。

東邦大学医学部による夏山診療所。開設期間は例年7/20～8/20頃。受診は無料（ボランティア活動の一環で実施しているため）

## 沿革
- 1941年（昭和16年）に、山案内人の村上守が建設[1]。
- 1949年（昭和24年）に、東邦大学医学部による夏山診療所を開設。
- 1962年（昭和37年）に、本館を新築。

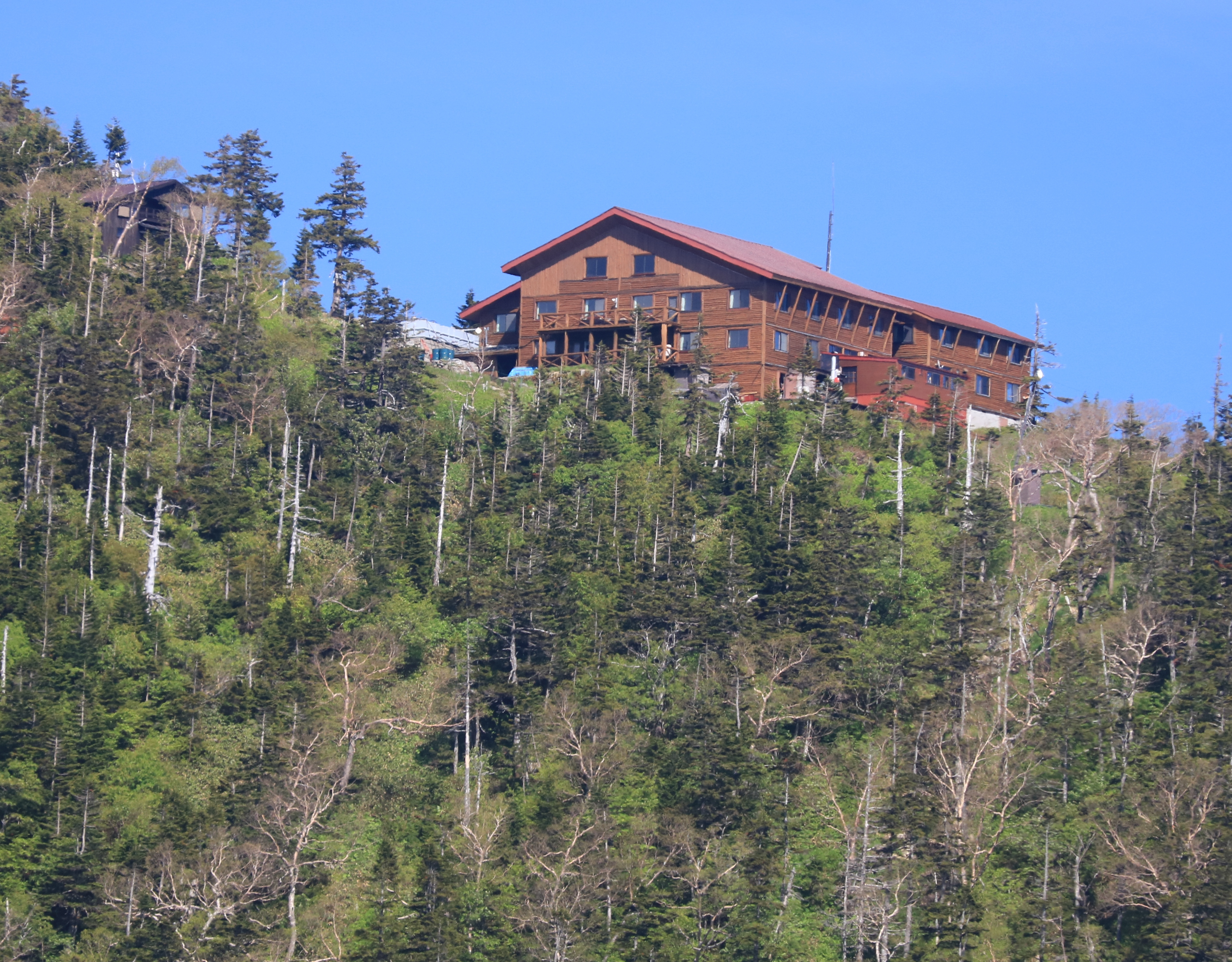
新穂高ロープウェイの西穂高口駅の展望台から望む西穂山荘

- 1970年（昭和45年）に、新穂高ロープウェイが、開業し、山荘までの所要時間が大幅に短縮された。
- 1990年（平成2年）10月26日に、火災により焼失。
- 1992年（平成4年）に、本館を再建し、本格的な営業を再開。

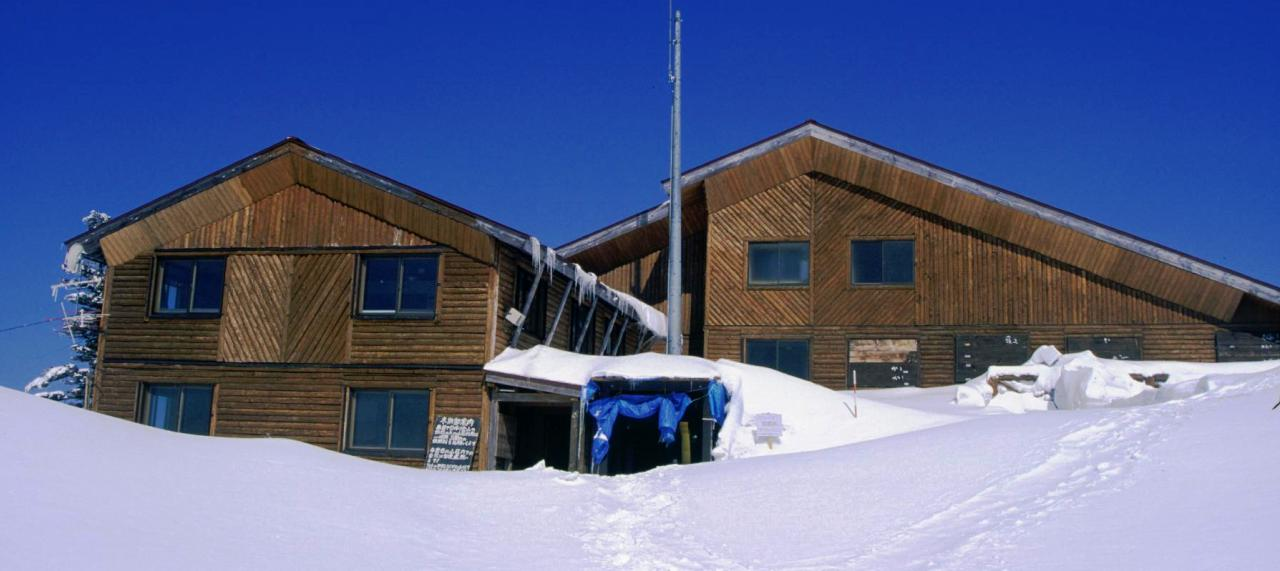
春の西穂山荘（2000年4月）

## その他
- 映画「ラブ・ストーリーを君に」では、後藤久美子・仲村トオルや撮影スタッフが山荘に泊まりこみ独標までのコースで仲村が後藤と愛を確かめ合う場面のロケを行った。

## 周辺の山小屋
- 穂高岳山荘
- 岳沢小屋
- 焼岳小屋

## 周辺の山

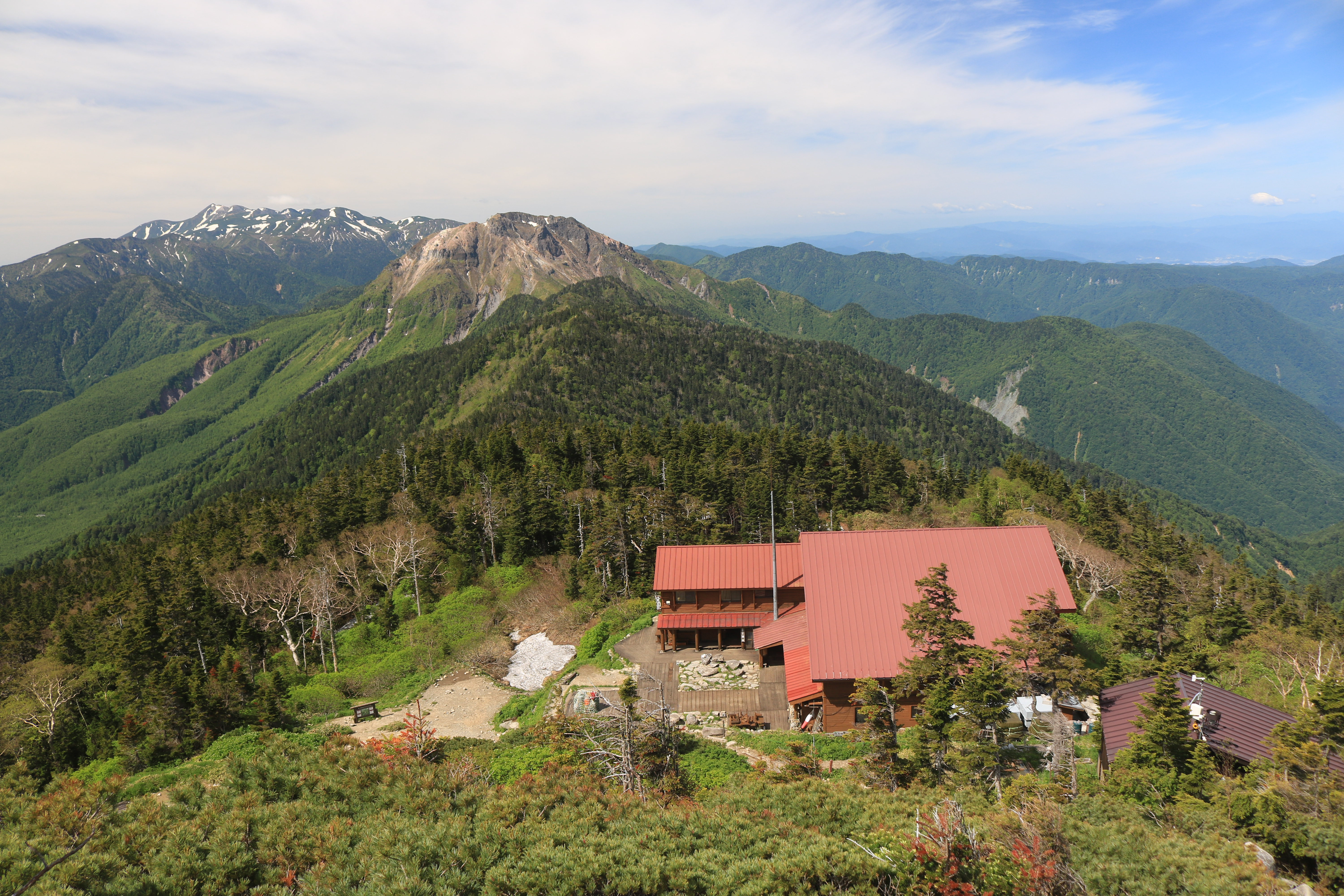
北側の登山道から望む西穂山荘と焼岳、小屋の東側にキャンプ指定地が隣接する

- 穂高岳（槍穂高縦走路） - ジャンダルム - 間ノ岳
- 笠ヶ岳 - 錫杖岳
- 焼岳
- 霞沢岳